# Hassan Mustafa Osama Nasr

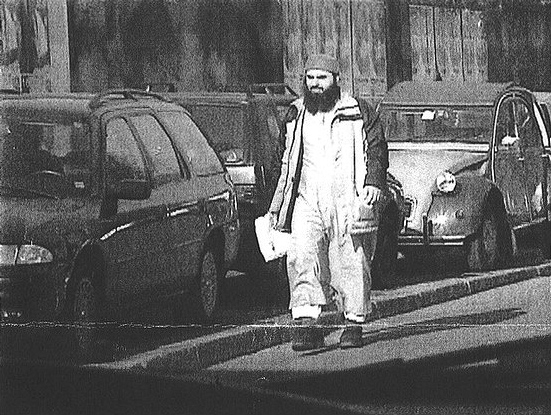
Imagen de Hassan Mustafa Osama Nasr tomada por un agente de la CIA, incluida en el expediente judicial de las investigaciones llevadas a cabo por la fiscalía de Milán.

Hassan Mustafa Osama Nasr (حسن مصطفى أسامة نصر) también conocido como "Abu Omar", es un clérigo islámico nacido en Egipto el 18 de marzo de 1963.
El 17 de febrero de 2003, viviendo en Milán, Italia, fue secuestrado por agentes de la CIA mientras se dirigía a pie a una mezquita para las oraciones de mediodía y trasladado secretamente a Egipto, donde permaneció alrededor de cuatro años y donde él afirmó haber sido torturado.
Al momento de su secuestro, Abu Omar era investigado por sus supuestas acciones de reclutamiento de combatientes irregulares para grupos islámicos de carácter fundamentalista; no obstante, no había recibido acusaciones formales por esta presunta actividad.
El caso de Hassan Mustafa Osama Nasr, conocido como “Caso Abu Omar” impulsó una serie de investigaciones en Italia que tuvieron su culminación en la condena penal (en ausencia) de 22 agentes norteamericanos de la CIA, un coronel de la Fuerza Aérea de Estados Unidos y 2 ciudadanos italianos considerados cómplices del hecho.
De acuerdo con documentos de la investigación judicial, Nasr fue introducido en un vehículo utilitario Via Giuseppe Guerzoni, en Milán y trasladado durante varias horas hasta la Base Aérea de Aviano, ubicada en el noreste de Italia y operada por EE. UU.
Allí fue embarcado en un Jet Lear con clave SPAR92 con destino a la Base Aérea de Ramstein, en Alemania. SPAR (Special Air Resources - Recursos Aéreos Especiales) es la clave de llamada utilizada por oficiales militares de alto rango y personalidades civiles para el transporte aéreo.
Desde Ramstein, un segundo avión lo trasladó a El Cairo, donde fue encarcelado y, según sus afirmaciones, torturado.
El 11 de febrero de 2007, el abogado de Nasr, Montasser el-Zayat confirmó que su cliente había sido puesto en libertad y estaba de regreso con su familia. Después de cuatro años de detención, un tribunal egipcio había sentenciado que su encarcelamiento era "infundado".
En 2010, se filtraron documentos diplomáticos que revelaron los esfuerzos de los Estados Unidos en el intento de detener las acusaciones y los juicios a los agentes de la CIA en Italia y que el primer ministro italiano Silvio Berlusconi aseguró al Secretario de Estado de Defensa Robert Gates que estaba "trabajando duro para resolver la situación", pero que el sistema judicial de Italia estaba "dominado por izquierdistas".
El caso de Nasr ha sido calificado por el senador suizo Dick Marty, miembro del Consejo de Europa, como "indudablemente el caso mejor conocido y mejor documentado de 'rendición extraordinaria'” en su informe al Consejo de Europa de enero de 2006.